# Edward Leja
Edward Bolesław Leja (ur. 22 lutego 1937 w Rakszawie, zm. 5 października 2009 w Krakowie) – polski fizyk, profesor dr hab. Akademii Górniczo-Hutniczej, członek wielu organizacji krajowych i zagranicznych, wynalazca.

## Życiorys
W 1954 ukończył Liceum Ogólnokształcące w Żołyni i rozpoczął studia na Wyższej Szkole Pedagogicznej (WSP) w Krakowie. Po pierwszym roku, ze względu na zamknięcie w krakowskiej WSP nauczycielskiego kierunku przedmiotu fizyki, kontynuował studia na WSP w Opolu. W 1958 po obronie pracy magisterskiej (Kompleksowa metoda badania fotoprzewodnictwa tlenku miedziawego), w ramach obowiązującego nakazu pracy, został skierowany na posadę nauczyciela fizyki do szkoły zawodowej w Rudzie Śląskiej (Nowy Bytom). W 1959 wrócił do Krakowa i pracował w Zakładzie Fizyki Akademii Medycznej (1959–1962) oraz w Liceum Ogólnokształcącym Nr. 9 w Krakowie (1961–1964). 
Od 1 września 1963 rozpoczął pracę naukową na Akademii Górniczo-Hutniczej najpierw jako asystent w Katedrze Fizyki I Wydziału Metalurgicznego, następnie po doktoracie (Półprzewodnikowe własności cienkich warstw SnO2 domieszkowanych indem i antymonem) w grudniu 1968 na stanowisku adiunkta (1969 - 1986). Po habilitacji (Otrzymywanie i właściwości elektryczne przeźroczystych warstw tlenkowych typu SnO2 i In2O3) w marcu 1984 na stanowisku docenta (1986–1999), w końcu na stanowisku profesora nadzwyczajnego AGH od czerwca 1999 aż do przejścia na emeryturę 30 września 2007.
Docent Ośrodka Badawczo-Rozwojowego Mikroelektroniki Hybrydowej i Rezystorów.
Wieloletni Kierownik Katedry Elektroniki Wydziału Elektrotechniki, Automatyki, Informatyki i Elektroniki, Kierownik Zakładu Fizyki i Technologii Elektronowej Instytutu Elektroniki Akademii Górniczo-Hutniczej (1986-92). 
Specjalizował się w fizyce ciała stałego, inżynierii materiałowej, technologii elektronowej i elektroniki. Był pionierem oraz uznanym autorytetem w metodach nanoszenia cienkich warstw technikami jonowymi, oraz w reaktywnym rozpyleniu katodowym.
Autor wielu publikacji naukowych z dziedziny techniki próżni i zastosowań technologii próżniowych w praktyce przemysłowej. Autor wielu wynalazków i patentów. Dorobek naukowy Edwarda Lei obejmuje łącznie 135 pozycji w tym 94 artykuły, referaty i komunikaty, 2 skrypty, 12 patentów oraz liczne niepublikowane opracowania naukowe na zamówienie przemysłu (np. ministerialne projekty badawcze i wdrożeniowe przyznane drogą konkursową).
Kierownik prac badawczo-naukowych prowadzonych na Akademii Górniczo-Hutniczej; Wydział Elektrotechniki, Automatyki, Informatyki i Elektroniki oraz na Politechnice Rzeszowskiej Wydział Elektrotechniki i Informatyki.
Promotor i recenzent prac doktorskich i habilitacyjnych wielu Doktorantów Wydziału EAIiE.
Prof. Leja pochowany został na Cmentarzu Rakowickim w Krakowie (cmentarzu wojskowym przy ul. Prandoty (kw. LXXXIX-24-2).

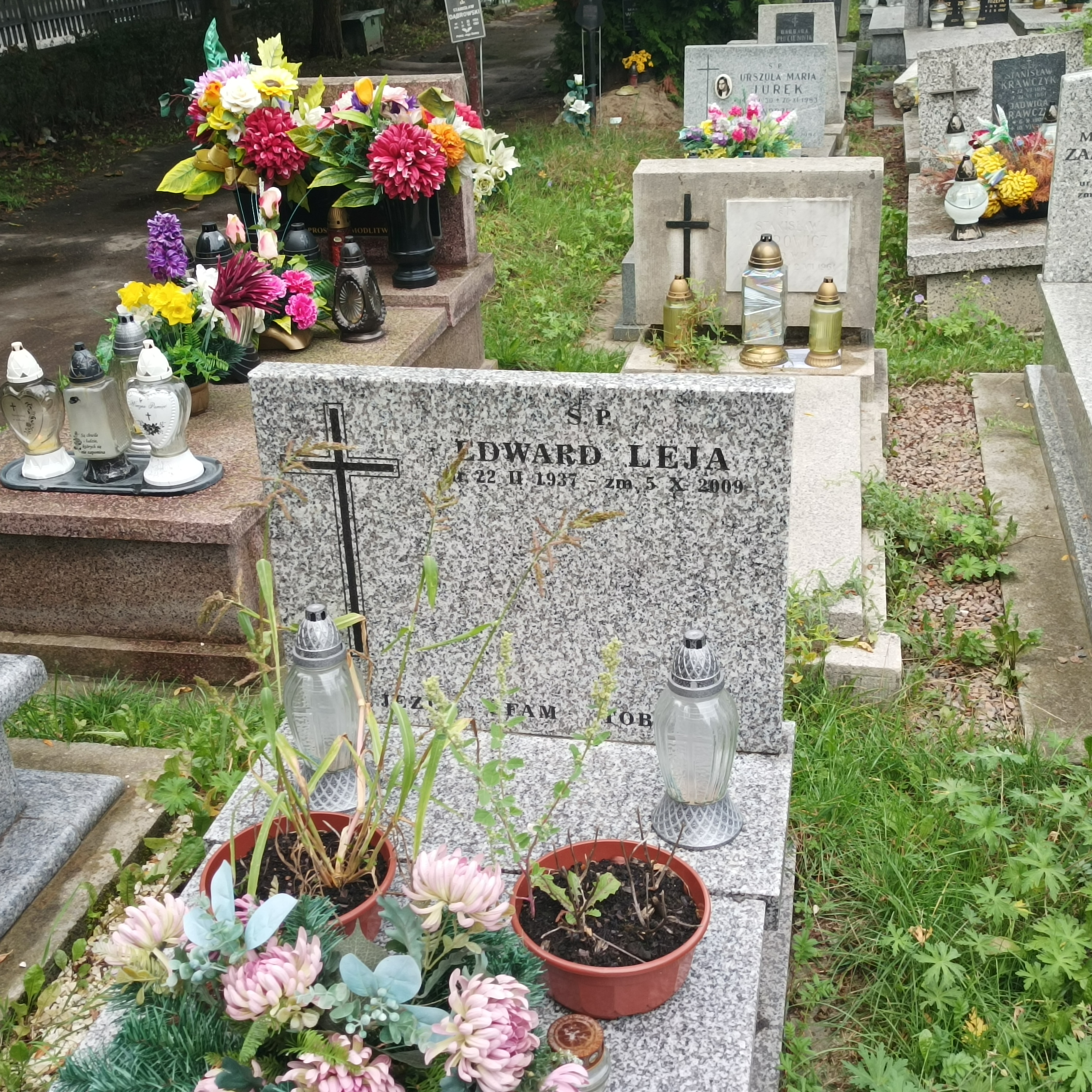
Grób prof. Edwarda Lei na cmentarzu wojskowym przy ul. Prandoty w Krakowie

## Hobby
Prof. Leja uważano także za Najlepszego fizyka wśród malarzy oraz najlepszego malarza wśród fizykow, gdyż jego pasją obok fizyki było malarstwo i grafika. Malował praktycznie codziennie głównie krajobrazy i kwiaty w technice akwarelowej. Jego obrazy znajdują się w wielu domach w Polsce i w Australii. Przez wiele lat projektował pamiątkowe kufle i wyroby metalowe wykonywane dla śląskich kopalń.
Działał także w Towarzystwie Przyjaciół Bronowic w Krakowie, w celu upowszechniania wiedzy o Bronowicach i kultywowania tradycji m.in. wielkanocnych, dla którego projektował pamiątkowe dyplomy.
Był także zapalonym grzybiarzem i wędkarzem.

## Odznaczenia
Prof. Leja odznaczony został:
- Srebrnym Krzyżem Zasługi
- Złotym Krzyżem Zasługi
- Medalem Komisji Edukacji Narodowej
- Złotą Odznaką za Prace Społeczne dla Miasta Krakowa[4]